# Roybon
Roybon é uma comuna francesa na região administrativa de Auvérnia-Ródano-Alpes, no departamento de Isère. Estende-se por uma área de 67,31 km². Em 2010 a comuna tinha 1 177 habitantes (densidade: 17,5 hab./km²).